# Mistrzostwa Polski Seniorów w Lekkoatletyce 1957
33. Mistrzostwa Polski Seniorów w Lekkoatletyce – zawody, które rozgrywane były w Poznaniu na Stadionie im. 22 lipca między 14 a 16 września 1957.

## Rezultaty
| NR – rekord Polski \| SB – najlepszy wynik w sezonie \| PB – rekord życiowy |

### Mężczyźni
| Konkurencja:                  | 1. miejsce                                                                             | Rezultat     | 2. miejsce                              | Rezultat  | 3. miejsce                                 | Rezultat  |
| Bieg na 100 m                 | Marian Foik Śląsk Wrocław                                                              | 10,8         | Zenon Baranowski Olimpia Poznań         | 10,8      | Janusz Jarzembowski Warta Poznań           | 10,9      |
| Bieg na 200 m                 | Zenon Baranowski Olimpia Poznań                                                        | 22,2         | Gerard Mach Legia Warszawa              | 22,2      | Edward Bożek Zryw Katowice                 | 22,4      |
| Bieg na 400 m                 | Stanisław Swatowski Legia Warszawa                                                     | 47,8         | Gerard Mach Legia Warszawa              | 47,9      | Werner Proske LZS Orzesze                  | 48,0      |
| Bieg na 800 m                 | Tadeusz Kaźmierski Noteć Mątwy                                                         | 1:54,2       | Franciszek Wesołowski Gwardia Olsztyn   | 1:54,6    | Roman Kreft Zawisza Bydgoszcz              | 1:55,1    |
| Bieg na 1500 m                | Zbigniew Orywał Warta Poznań                                                           | 3:50,6       | Stefan Lewandowski Start Szczecin       | 3:51,8    | Zygmunt Ciara Warszawianka                 | 3:52,4    |
| Bieg na 5000 m                | Zdzisław Krzyszkowiak Zawisza Bydgoszcz                                                | 14:29,0      | Albin Czech Olsza Kraków                | 14:37,4   | Kazimierz Żbikowski Budowlani Bydgoszcz    | 14:47,2   |
| Bieg na 10 000 m              | Stanisław Ożóg Wawel Kraków                                                            | 30:24,8      | Władysław Płonka Bielawianka Bielawa    | 30:40,4   | Albin Czech Olsza Kraków                   | 31:03,8   |
| Maraton                       | Józef Russek Ostrovia Ostrów Wlkp.                                                     | 2:39:36,0 SB | Julian Witkowski Start Katowice         | 2:47:06,0 | Benedykt Gugała Olsza Kraków               | 2:49:56,8 |
| Bieg na 110 m przez płotki    | Wiesław Król AZS Gliwice                                                               | 14,7         | Roman Muzyk Wisła Kraków                | 15,0      | Zygmunt Kruszyński Zawisza Bydgoszcz       | 15,4      |
| Bieg na 200 m przez płotki    | Tadeusz Niemczyk Polonia Bydgoszcz                                                     | 25,0         | Lesław Matczuk Zawisza Bydgoszcz        | 25,8      | Andrzej Kroemeke AKS Chorzów               | 26,1      |
| Bieg na 400 m przez płotki    | Kazimierz Janiak Warszawianka                                                          | 54,1         | Zbigniew Orywał Warta Poznań            | 54,4      | Zdzisław Kumiszcze AZS Toruń               | 55,5      |
| Bieg na 3000 m z przeszkodami | Kazimierz Żbikowski Budowlani Bydgoszcz                                                | 9:08,2       | Wacław Ziółkowski Zawisza Bydgoszcz     | 9:23,8    | Hipolit Śmierzchalski Doker Gdynia         | 9:25,8    |
| Sztafeta 4 × 100 m            | Legia Warszawa Henryk Drzewiecki Leonard Dobczyński Józef Gadomski Stanisław Swatowski | 42,5         | Zawisza Bydgoszcz                       | 42,9      | Warta Poznań                               | 43,0      |
| Sztafeta 4 × 400 m            | Legia Warszawa Gerard Mach Andrzej Jakubowski Józef Gadomski Stanisław Swatowski       | 3:21,2       | Zawisza Bydgoszcz                       | 3:22,6    | Gwardia Warszawa                           | 3:23,2    |
| Chód na 20 km                 | Wiesław Sarnecki AZS Gdańsk                                                            | 1:42:34,8    | Bolesław Michoń Start Lublin            | 1:48:54,8 | Mieczysław Rutyna LZS Wrocław              | 1:51:04,0 |
| Skok wzwyż                    | Zbigniew Lewandowski Gwardia Wrocław                                                   | 2,00         | Janusz Skupny AZS Poznań                | 1,95      | Bolesław Mroczyński AZS Poznań             | 1,90      |
| Skok o tyczce                 | Zbigniew Janiszewski Olsza Kraków                                                      | 4,40         | Zenon Ważny AZS Warszawa                | 4,40      | Andrzej Krzesiński LKS Sopot               | 4,20      |
| Skok w dal                    | Kazimierz Kropidłowski LKS Sopot                                                       | 7,64         | Henryk Grabowski GKS Czeladź            | 7,61      | Zbigniew Iwański Legia Warszawa            | 7,27      |
| Trójskok                      | Ryszard Malcherczyk Legia Warszawa                                                     | 15,41        | Zdzisław Tymosiewicz AZS Szczecin       | 15,14     | Ryszard Maliszewski Legia Warszawa         | 14,83     |
| Pchnięcie kulą                | Józef Auksztulewicz Zawisza Bydgoszcz                                                  | 16,56        | Eugeniusz Kwiatkowski Zawisza Bydgoszcz | 16,49     | Alfred Sosgórnik Sparta Warszawa           | 16,08     |
| Rzut dyskiem                  | Edmund Piątkowski Śląsk Wrocław                                                        | 50,44        | Eugeniusz Wachowski AZS Poznań          | 50,21     | Bogdan Winiarski Granat Skarżysko-Kamienna | 46,48     |
| Rzut młotem                   | Tadeusz Rut Odra Wrocław                                                               | 64,22 NR     | Alfons Niklas Zawisza Bydgoszcz         | 61,22     | Olgierd Ciepły Czarni Wrocław              | 60,40     |
| Rzut oszczepem                | Janusz Sidło Sparta Warszawa                                                           | 79,88        | Tadeusz Paprocki AZS Warszawa           | 73,48     | Zbigniew Radziwonowicz Legia Warszawa      | 70,03     |
| Dziesięciobój                 | Andrzej Mankiewicz Sparta Warszawa                                                     | 5316 pkt.    | Ryszard Ksieniewicz Iskra Białogard     | 5204 pkt. | Kazimierz Szczeciński AZS Szczecin         | 5156 pkt. |

### Kobiety
| Konkurencja:              | 1. miejsce                                                                          | Rezultat     | 2. miejsce                           | Rezultat  | 3. miejsce                              | Rezultat  |
| Bieg na 100 m             | Barbara Janiszewska AZS Kraków                                                      | 12,4         | Halina Richter AKS Chorzów           | 12,5      | Maria Chojnacka Legia Warszawa          | 12,5      |
| Bieg na 200 m             | Barbara Janiszewska AZS Kraków                                                      | 25,1         | Celina Jesionowska Legia Warszawa    | 25,5      | Annaliza Thomas KS 92 Krapkowice        | 26,2      |
| Bieg na 400 m             | Beata Żbikowska Zawisza Bydgoszcz                                                   | 57,8         | Michalina Wawrzynek Baildon Katowice | 57,9      | Karolina Łukaszczyk Bielawianka Bielawa | 59,4      |
| Bieg na 800 m             | Beata Żbikowska Zawisza Bydgoszcz                                                   | 2:16,8       | Halina Gabor Silesia Otmęt           | 2:17,7    | Wanda Zwolińska Społem Łódź             | 2:20,5    |
| Bieg na 80 m przez płotki | Elżbieta Krzesińska LKS Sopot                                                       | 11,5         | Janina Słowińska Zawisza Bydgoszcz   | 11,6      | Barbara Gaweł Warta Poznań              | 11,9      |
| Sztafeta 4 × 100 m        | Legia Warszawa Zofia Siekierska Irmina Dąbrowska Celina Jesionowska Maria Chojnacka | 49,5         | AZS Poznań                           | 49,7      | Sparta Warszawa                         | 50,5      |
| Skok wzwyż                | Jarosława Jóźwiakowska AZS Gdańsk                                                   | 1,54         | Róża Bednarek AKS Chorzów            | 1,51      | Iwona Ronczewska LZS Opole              | 1,51      |
| Skok w dal                | Elżbieta Krzesińska LKS Sopot                                                       | 5,97         | Maria Chojnacka Legia Warszawa       | 5,81      | Maria Ciastowska AZS Poznań             | 5,81      |
| Pchnięcie kulą            | Jadwiga Klimaj Wawel Kraków                                                         | 14,04        | Eugenia Rusin Wybrzeże Gdańsk        | 14,00     | Krystyna Kowolik GKS Czeladź            | 12,59     |
| Rzut dyskiem              | Helena Dmowska Warszawianka                                                         | 47,55        | Kazimiera Sobocińska Legia Warszawa  | 46,26     | Jadwiga Klimaj Wawel Kraków             | 41,92     |
| Rzut oszczepem            | Maria Grabowska Start Gdynia                                                        | 45,67        | Irena Starzyńska LZS Bydgoszcz       | 45,59     | Urszula Figwer AZS Kraków               | 45,46     |
| Pięciobój                 | Barbara Gaweł Warta Poznań                                                          | 3050 pkt. SB | Teresa Szponar Czarni Wrocław        | 2797 pkt. | Halina Elertowicz LZS Mazowsze          | 2726 pkt. |

## Biegi przełajowe
29. mistrzostwa Polski w biegach przełajowych rozegrano 14 kwietnia w Skarżysku-Kamiennej. Kobiety rywalizowały na dystansie 0,8 kilometra i 1,5 km, a mężczyźni na 3 km, na 6 km i na 12 km.

### Mężczyźni
| Konkurencja:            | 1. miejsce                           | Rezultat | 2. miejsce                           | Rezultat | 3. miejsce                     | Rezultat |
| Bieg przełajowy (3 km)  | Marian Jochman CWKS Bydgoszcz        | 9:16,0   | Jerzy Bruszkowski CWKS Bydgoszcz     | 9:17,6   | Edward Augustyn CWKS Bydgoszcz | 9:21,2   |
| Bieg przełajowy (6 km)  | Zdzisław Krzyszkowiak CWKS Bydgoszcz | 19:17,2  | Władysław Sztwiertnia AZS Kraków     | 19:41,2  | Andrzej Marczyk AZS Gliwice    | 19:45,4  |
| Bieg przełajowy (12 km) | Stanisław Ożóg CWKS Kraków           | 37:57,4  | Tadeusz Kuchniewski Drukarz Warszawa | 38:28,2  | Zbigniew Mazur Piast Brzeg     | 38:46,2  |

### Kobiety
| Konkurencja:             | 1. miejsce                     | Rezultat | 2. miejsce                        | Rezultat | 3. miejsce                      | Rezultat |
| Bieg przełajowy (0,8 km) | Beata Żbikowska CWKS Bydgoszcz | 2:20,0   | Michalina Wawrzynek Stal Katowice | 2:22,3   | Irena Nowakowska Unia Wałbrzych | 2:25,7   |
| Bieg przełajowy (1,5 km) | Halina Gabor Silesia Otmęt     | 4:43,0   | Krystyna Snop KSZO Ostrowiec      | 4:47,4   | Irena Zarzycka Sparta Warszawa  | 4:50,8   |